# Bundestagswahlkreis Nürnberg – Fürth
Der Bundestagswahlkreis Nürnberg/Fürth war von 1949 bis 1965 ein Wahlkreis in Bayern. Er umfasste die kreisfreie Stadt Fürth sowie von der kreisfreien Stadt Nürnberg die Altstadtteile St. Lorenz und St. Sebald sowie die nordwestlichen Stadtteile Almoshof, Buch, Doos, Eberhardshof, Gaismannshof, Gostenhof, Höfen, Höfles, Kleinreuth, Kraftshof, Leyh, Lohe, Muggenhof, Schniegling, Schnepfenreuth, St. Johannis, Sündersbühl, Thon und Wetzendorf.
Zur Bundestagswahl 1965 kam es zu einer umfassenden Neuordnung der Wahlkreise in Mittelfranken. Das Gebiet des aufgelösten Wahlkreises Nürnberg/Fürth wurde auf die Wahlkreise Nürnberg-Nord und Fürth aufgeteilt. Der letzte direkt gewählte Abgeordnete des Wahlkreises war Max Seidel (SPD).

## Wahlkreissieger
| Jahr            | Name             | Partei | Erststimmen |
| --------------- | ---------------- | ------ | ----------- |
| 1949            | Wilhelm Fischer  | SPD    | 37,2 %      |
| 1951 (Nachwahl) | Johann Segitz    | SPD    | 52,8 %      |
| 1953            | Max Seidel       | SPD    | 40,7 %      |
| 1957            | Friedrich Winter | CSU    | 43,2 %      |
| 1961            | Max Seidel       | SPD    | 40,9 %      |

## Wahlkreisgeschichte
| Wahl      | Wahlkreisname        | Gebiet                                            |
| --------- | -------------------- | ------------------------------------------------- |
| 1949      | 33 Nürnberg – Fürth  | Fürth, von Nürnberg die nordwestlichen Stadtteile |
| 1953–1961 | 228 Nürnberg – Fürth | Fürth, von Nürnberg die nordwestlichen Stadtteile |